# Agalmatolit
Agalmatolit (stgr. ἄγαλμα, ἄγαλματος ágalma, agálmatos „ozdoba” + λίθος líthos „kamień”), inaczej pagodyt – surowiec mineralny. Jest to zwięzła odmiana pirofyllitu.
Minerału tego używa się już od czasów prehistorycznych (głównie w Chinach). W szczególności służy do wytwarzania przedmiotów ozdobnych o niewielkich rozmiarach.